# Благовіщення (Леонардо да Вінчі)
«Благовіщення» (італ. Annunciazione) — картина італійського художника Леонардо да Вінчі, написана приблизно між 1472 і 1475 роками. Зберігається в галереї Уфіцці в місті Флоренція (Італія). Одна з перших картин да Вінчі на релігійну тему. Художник написав картину, будучи ще учнем в майстерні Андреа дель Верроккіо.
На задньому плані роботи Леонардо да Вінчі в центрі з'являється гора Сан-Мартіно озера Комо, вважається, що картина була зроблена в маленькому селі Лієрна, поблизу Фіумелатте.

## Історія
Картина написана як запрестольний образ для церкви жіночого монастиря Святого Бартоломео в Монте-Олівето-Маджоре неподалік Флоренції. Напис на звороті підтверджує, що картина висіла в ризниці. Судячи з інших свідчень, деякий час вона прикрашала стіну монастирської трапезної. Прямокутна форма полотна вказує на те, що вона могла висіти безпосередньо над вівтарем. Картина залишалася в монастирі до 1867 року, після чого була передана в Галерею Уффіці у Флоренції.
Спершу картину приписували Доменіко Гірландайо, який був учнем Вероккіо одночасно з да Вінчі. У 1869 році Карл Едуард фон Ліпгарт, використовуючи методи Густава Ваагена, визначив це Благовіщення, яке на той момент тільки нещодавно надійшло в галерею Уффіці з церкви Сан-Бартоломео як ранній твір Леонардо да Вінчі, створений ним ще під час роботи в майстерні свого вчителя Андреа дель Верроккіо.

## Сюжет
На картині зображено подію, яка описана в Євангелії від Луки, коли архангел Гавриїл з'явився Діві Марії та повідомив про її вагітність: «І, ввійшовши до неї, промовив: Радій, благодатная, Господь із тобою! Ти благословенна між жонами!» (Лк 1:28) . Також архангел наказав назвати народженого сина Ісусом.
Даний сюжет є основним мотивом молитви Ave Maria (Радуйся, Маріє).

## Опис
Композиція твору слідує традиції «Hortus conclusus». На передньому плані художник зобразив крилатого архангела Гавриїла в поклоні з білою лілією (символ непорочності Діви Марії) в лівій руці. Правою рукою архангел благословляє Марію, яка сидить біля свого будинку. Шати архангела стеляться по килиму з квітів і трав, зображених досить умовно. Діву Марію художник, згідно з традицією, пише з Біблією, яка поміщена на мармурову підставку, багато прикрашену рельєфом. Горизонтально орієнтована композиція дає можливість художнику помістити на задній план великий пейзаж: різьблені силуети дерев, річка, що йде вдалину, щогли кораблів, вежі і стіни портового міста, оповиті блідо-блакитним серпанком вершини гір.
Рентгенівське дослідження дозволило встановити, що спочатку голова Марії була нахилена сильніше, її права рука була коротшою, а мізинець не зігнутий. Чоло Марії повинен був прикрашати ланцюжок з підвісками.

## Дивись також
- Благовіщення
- Архангел Гавриїл
- Ave Maria (Радуйся, Маріє)